# Distretto di Silivri
Il distretto di Silivri (in turco Silivri ilçesi) è un distretto della provincia di Istanbul, in Turchia.

## Geografia fisica
Il distretto si trova nella parte occidentale della provincia di Istanbul, al confine con la provincia di Tekirdağ. Confina a ovest con i distretti di Marmaraereğlisi, Çorlu e Çerkezköy, a nord e ad est con il distretto di Çatalca, a est con il distretto di Büyükçekmece.

## Amministrazioni
Al distretto appartengono 9 comuni e 18 villaggi.

### Comuni
| - Silivri (centro) - Büyükçavuşlu - Celaliye - Çanta - Değirmen | - Gümüşyaka - Kavaklı - Ortaköy - Selimpaşa |

### Villaggi
| - Akören - Alipaşa - Bekirli - Beyciler - Büyükkılıçlı - Büyüksinekli | - Çayırdere - Çeltik - Danamandıra - Fenerköy - Gazitepe - Kadiköy | - Kurfallı - Küçükkılıçlı - Küçüksinekli - Sayalar - Seymen - Yolçati |